# Pieśń II (inc. Nie dbam, aby zimne skały)
Pieśń II [inc. Nie dbam, aby zimne skały] (znana też jako Wezwanie Hanny do Czarnolasu) – pieśń Jana Kochanowskiego, napisana prawdopodobnie w początkach pobytu autora Czarnolesie. Po raz pierwszy została opublikowana w 1586 roku w zbiorze Pieśni Jana Kochanowskiego księgi dwoje, jako druga pieśń w części Księgi wtóre.
Utwór zawiera pierwiastki autobiograficzne. Stanowi wezwanie poety skierowane do ukochanej Hanny i namowę, aby przybyła do Czarnolasu. Zawiera również opis szczęścia i spokoju płynącego z ziemiańskiego życia na wsi.
Jedna ze zwrotek utworu (Stada igrają przy wodzie, / A sam pasterz, siedząc w chłodzie, / Gra w piszczałkę proste pieśni, / A faunowie skaczą leśni.) znajduje się także w Pieśni świętojańskiej o Sobótce (wypowiedź Panny XII). Nie wiadomo, czy została do niej skopiowana z Wezwania Hanny do Czarnolasu, czy też kolejność była odwrotna.
Pieśń jest czterowersem równosylabicznym (ośmiozgłoskowym), o rymach parzystych (aabb).